# Théolepte Ier de Constantinople
Pour les articles homonymes, voir Théolepte.
Théolepte Ier de Constantinople (en grec Θεόληπτος Α΄) fut patriarche de Constantinople du milieu de 1513 à sa mort à l'automne 1522.

## Biographie
Théolepte est métropolite d'Ioannina en Épire lorsqu'il est élu comme successeur de Pacôme Ier. Il meurt en 1522 à la veille d'un synode local, où, selon les bollandistes, il avait été cité pour un crime jugé honteux.